# Florida Sport (travhäst)
Florida Sport född 20 april 2015, är en fransk varmblodig travhäst som tränades av Charles Antoine Mary och reds av Mathieu Mottier.
Hon började tävla i september 2017 och inledde med en niondeplats och tog sin första seger i andra starten. Hon sprang under sin karriär in 497 640 euro på 59 starter, varav 11 segrar och 5 andraplatser samt 6 tredjeplatser. Karriärens största seger kom i Prix Jean Le Gonidec (2020).
Hon har även segrat i Prix Auguste François (2021), Prix Yvonnick Bodin (2022) och Montéeliten (2022) och även på andraplats i Prix Ozo (2018), Prix Jean Mary (2021) samt på tredjeplats i Prix Caecilia (2019) och Prix Paul Buquet (2021).

## Statistik
| Statistik för Florida Sport (Ref.) | Statistik för Florida Sport (Ref.) | Statistik för Florida Sport (Ref.) | Statistik för Florida Sport (Ref.) | Statistik för Florida Sport (Ref.) | Statistik för Florida Sport (Ref.) |
| ---------------------------------- | ---------------------------------- | ---------------------------------- | ---------------------------------- | ---------------------------------- | ---------------------------------- |
| Starter                            | Placeringar                        | Startprissumma                     | Segerprocent                       | Platsprocent                       | Rekord                             |
| 59                                 | 11-5-6                             | 497 640 euro                       | 19 %                               | 37 %                               | 1.09,8ak,                          |

### Större segrar
| År   | Lopp                  | Kusk              | Vinstbelopp | Grupp   |
| ---- | --------------------- | ----------------- | ----------- | ------- |
| 2020 | Prix Jean Le Gonidec  | Yoann Lebourgeois | 54 000 EUR  | Grupp 2 |
| 2021 | Prix Auguste François | Mathieu Mottier   | 40 500 EUR  | Grupp 3 |
| 2022 | Prix Yvonnick Bodin   | Loanne Fauchon    | 40 500 EUR  | Grupp 3 |
| 2022 | Montéeliten           | Mathieu Mottier   | 300 000 SEK | Grupp 2 |